# Andrew Moore
Andrew Moore, född 1752 nära Fairfield i Virginia, död 14 april 1821 i Lexington i Virginia, var en amerikansk politiker (demokrat-republikan). Han representerade delstaten Virginia i båda kamrarna av USA:s kongress, först i representanthuset 1789–1797 samt 1804 och sedan i senaten 1804–1809.
Moore studerade vid Augusta Academy (numera Washington and Lee University). Han studerade sedan juridik och inledde 1774 sin karriär som advokat. Han deltog i amerikanska revolutionskriget.
Moore deltog i konventet som ratificerade USA:s konstitution för Virginias del. Han blev invald i den första kongressen. Han omvaldes tre gånger och efterträddes 1797 som kongressledamot av David Holmes.
Moore tillträdde 1804 på nytt som kongressledamot. Båda senatorerna för Virginia avgick senare samma år, först Wilson Cary Nicholas och sedan Abraham B. Venable. Han efterträdde Nicholas i senaten men bytte sedan klass efter fyllnadsvalet 1804 med William Branch Giles, så att han fick Venables mandat. Moore efterträddes 1809 som senator av Richard Brent.
Moore arbetade som sheriff (U.S. Marshal) från 1810 fram till sin död.